# Байриш-Кёлльдорф
Байриш-Кёльдорф (нем. Bairisch Kölldorf) — коммуна в Австрии, в федеральной земле Штирия. 
Входит в состав округа Фельдбах.  Население составляет 1025 человек (на 31 декабря 2005 года). Занимает площадь 6,34 км².

## Политическая ситуация
Бургомистр коммуны — Франц Йозеф Шлайх (СДПА) по результатам выборов 2005 года.
Совет представителей коммуны (нем. Gemeinderat) состоит из 9 мест.
- СДПА занимает 6 мест.
- АНП занимает 3 места.